# Heliconius splendida
Heliconius splendida är en fjärilsart som beskrevs av Gustav Weymer 1893. Heliconius splendida ingår i släktet Heliconius och familjen praktfjärilar. Inga underarter finns listade i Catalogue of Life.